# 孔布爾峰
46°13′47″N 10°02′38″E / 46.22972°N 10.04389°E
孔布爾峰（義大利語：Piz Combul），是中歐的山峰，位於意大利和瑞士接壤的邊境，屬於貝爾尼納山脈的一部分，該山峰海拔高度2,901米，每年平均降雨量1,386毫米。